# Spillingsskatten
Spillingsskatten er det største skattefund fra vikingetiden. Den blev fundet den 16. juli 1999 på en mark ved gården Spillings nordvest for Slite på det nordlige Gotland i Sverige. Sølvskatten består af to depoter på sammenlagt 67 kg sølv, inden den blev konserveret. Fundet bestod af bl.a. 14.295 mønter fra den islamiske verden, brudsølv og sølvbarrer. Der blev også fundet et tredje depot med mere end 20 kg bronzeskrot. De tre depoter var gemt under gulvbrædderne i et udhus engang i 800-tallet e.Kr.
Skatten er udstillet på Gotlands Museum i Visby.

## Galleri
- Spillingsskattens placering.
- Mønt fra khazar-kongeriget
- Sølvbarrer fra depot nr. 2
- Omkring 2 kg af sølvet fra depot nr. 1.
- Sølvmønter fra depot nr. 2.
- Jernbeslag fra den kiste, der indeholdt bronzefundet.